# Luiz Pasquali
Luiz Pasquali (Gaurama, 15 de dezembro de 1933) é um psicólogo, pedagogo e filósofo brasileiro, reconhecido por suas contribuições para a pesquisa em Psicometria e  Avaliação Psicológica e outras áreas como Psicologia Social, Psicologia Organizacional e Avaliação Educacional. É Professor Emérito da Universidade de Brasília (UnB). Destaca-se pela vasta publicação de artigos, livros e capítulos de livros, pela construção de diversos testes psicológicos, pela validação de testes estrangeiros para o Brasil, pela formação de docentes, pesquisadores e psicólogos de alto nível e pela colaboração para a organização e desenvolvimento do ensino de pós-graduação e pesquisa científica em Psicologia no Brasil.

## Formação Acadêmica e Atuação Profissional
Pasquali se graduou em Filosofia (1957, Instituto Franciscano de Filosofia, Paraná), Pedagogia (1961, Universidade Católica de Petrópolis, Rio de Janeiro) e Psicologia (1966, Universidade Católica de Lovaina, na Bélgica. Também na Université Catholique de Louvain, realizou o mestrado (1967), defendendo a dissertação Symbolization of the image of God by the parental images: Genetic and differential study, e o doutorado (1970), defendendo a tese “The parental images and the concept of God: Formulation of an instrument of measure in the psychology of religion” sob orientação de Antoine Vergote, pesquisador eminente na área de psicologia da religião.
Em 1970 mudou-se para os Estados Unidos. Após um tempo trabalhando como arquivista em uma fábrica de envelopes para se sustentar, Pasquali começou a trabalhar como professor e pesquisador no Departamento de Psicologia na Grand Valley State University. Retornou ao Brasil em 1974, atuando inicialmente na Pontifícia Universidade Católica do Rio Grande do Sul (PUCRS).
Na UnB, tornou-se Professor Titular em 1991 e aposentou-se em 2004, permanecendo vinculado como Pesquisador Associado Sênior do PSTO. Além do Instituto de Psicologia, Pasquali prestou serviços técnicos especializados para o Centro de Seleção e Promoção de Eventos (antigo CESPE, atual CEBRASPE). Pelo CESPE, atuou na condução de concursos públicos para como instituições de segurança pública  e outros órgãos públicos de várias Unidades da Federação, além de processos seletivos e vestibulares e treinamentos e pesquisa em avaliação. Em 2006, foi recebeu o título honorífico de professor emérito.

## Legado
Pasquali foi fundador do Laboratório de Psicologia, Avaliação e Medidas (LabPAM) na Universidade de Brasília (UnB) em 1987, laboratório pioneiro na pesquisa em psicometria no Brasil. O LabPAM abrigou diversos pesquisadores eminentes na área, bem como foi espaço de formação de mestres e doutores que atuam em diferentes áreas por todas as regiões do país. Em 1997, fundou do Instituto Brasileiro de Avaliação Psicológica (IBAP), com outros 26 membros, tornando-se seu primeiro Presidente. Em 2002, fundou a revista Avaliação Psicológica, no âmbito do IBAP. Em 1993, Pasquali fez a introdução da teoria de resposta ao item (TRI) no Brasil ao analisar os dados do SAEB de 1990. Pasquali publicou mais de 78 artigos científicos, 37 capítulos de livros e 31 livros. Foi editor, membro do corpo editorial e revisor de mais de uma dezena de periódicos científicos.